# Piera (singolo)
Piera è un singolo del gruppo musicale italiano Statuto, pubblicato nel 1992 dalla EMI.

## Il disco
Sesto singolo del gruppo, contiene il brano musicale "Piera" (lato A) e un altro brano tratto dall'album musicale Zighidà "Piazza Statuto", che celebra l'omonima piazza, abituale ritrovo dei mod di Torino.
Il brano, prettamente estivo, partecipa al Festivalbar 1992, sull'onda della visibilità donata al gruppo dalla propria presenza al Festival di Sanremo 1992, conclusa col nono posto nella sezione novità.

## Tracce
Lato A:
1. Piera

Lato B:
1. Piazza Statuto

## Piera remix
Del singolo viene realizzata una versione remix. Contiene nel lato A il brano musicale "Piera" in versione dub reggae, mentre nel lato B oltre a "Qui non c'è il mare" è presente anche la versione originale della canzone.

### Tracce
Lato A:
1. Piera (versione raggae)

Lato B:
1. Piera (versione originale)
2. Qui non c'è il mare (versione originale)